# Victor Wembanyama
Victor Wembanyama (født 4. januar 2004) er en fransk professionel basketballspiller, som spiller for NBA-holdet San Antonio Spurs.

## Klubkarriere

### Klubber i Frankrig
Wembanyama fik sin professionelle debut med Nanterre 92 i oktober 2019. I en alder af bare 15 år, 9 måneder og 25 dage, blev han dermed den hidtil næstyngste spiller i EuroCup nogensinde. Han spillede dog i sin tid hos Nanterre hovedsageligt på U/21-holdet. Efter 2020-21 sæsonen besluttede han sig for, at forlade klubben.
Wembanyama skiftede i juni 2021 til ASVEL. Han var i sæsonen med til at vinde det franske mesterskab. Ved sæsonens udgang  forlod han holdet. Han skiftede herefter til Metropolitans 92. Han havde i 2022-23 sit helt store gennembrud, da han udviklede sig til den mest dominante spiller i ligaen. Sæsonen kulminerede med, at han blev kåret som årets spiller, årets forsvarsspiller og årets unge spiller.

### San Antonio Spurs
Med det første valg i 2023 draften blev Wembanyama valgt af San Antonio Spurs. Han blev hermed den første franske spiller, og den kun anden europæiske spiller efter Andrea Bargnani i 2006, til at blive valgt med det første valg i en NBA draft. Han imponerede stort i sin debutsæson, og ved sæsonens udgang blev han enstemmigt kåret som Rookie of the Year.